# ジョヴァッキーノ・フォルツァーノ
ジョヴァッキーノ・フォルツァーノ（Giovacchino Forzano, 1884年11月19日 - 1970年10月18日）は1920年代から30年代にかけて活躍したイタリアの劇作家、オペラ台本作家、舞台演出家、映画監督である。今日ではジャコモ・プッチーニ作曲『修道女アンジェリカ』、同『ジャンニ・スキッキ』、あるいはエルマンノ・ヴォルフ＝フェラーリ作曲『スライ』の台本にその名を残す。

## 生涯
フィレンツェ県ボルゴ・サン・ロレンツォに生まれる。はじめ薬学を学び、その後バリトン歌手を目指し、更に大学に戻り法学を学び、ジャーナリストとしていくつかの新聞を渡り歩くなどした。
フィレンツェの権威ある日刊新聞『ラ・ナツィオーネ』紙の編集部にあった1914年頃、女流小説家ウィーダの遺産競売にかかわったのがきっかけでプッチーニの知遇を得、プッチーニがパリで観劇しオペラ化を構想していた『外套』の台本制作を依頼された。この際意気盛んなフォルツァーノは「自分は他人の戯曲の焼き直しでなく、オリジナルの台本を作成したい」と言ってその依頼をいったん断ったが、1917年になってプッチーニに『修道女アンジェリカ』（まったくのオリジナル作品）、『ジャンニ・スキッキ』（こちらはダンテ『神曲』にヒントを得たプロット）を提供、この2作は『外套』とともに「三部作」として1918年に初演された。
その他の台本作品としてはピエトロ・マスカーニへ提供した『ロドレッタ』、『小マラー』、エルマンノ・ヴォルフ＝フェラーリへの『スライ』、ウンベルト・ジョルダーノへの『王』など数多いが、『スライ』が1990年代以降各所でしばしば蘇演されている他は、いずれも歌劇場の標準的レパートリーに残っているとは言い難い。
フォルツァーノはオペラ演出家としても著名で、1920年から1930年にかけてはミラノ・スカラ座の舞台監督を務め、またトリノ・レージョ劇場でも数多くの演出を行った。特に大規模な舞台装置、大群衆の扱いに優れ、スカラ座での在任期間中にアッリーゴ・ボーイトとプッチーニそれぞれの遺作『ネローネ』（初演1924年）および『トゥーランドット』（同1926年）世界初演の演出を手がけた。
ファシスト党政権に強い親近感をもっていたフォルツァーノは、ベニート・ムッソリーニの支援の下、1933年の映画『黒シャツ (Camicia nera )』などのプロパガンダ演劇・映画作品の監督も行っている。
大戦後の1957年には上述の作曲家や政治家たちの裏面史を記す回顧録『私の知る彼ら(Come li ho conosciuti )』を著した。

## 主要なオペラ台本
- アルベルト・フランケッティ
  - 『伝説の夜(Notte di leggenda )』、初演1915年
  - 『グラウコ (Glauco )』、同1922年

- ピエトロ・マスカーニ
  - 『ロドレッタ(Lodoletta )』、同1917年。ウィーダ原作『2つの小さな木靴』を翻案したもの
  - 『小マラー(Il piccolo Marat )』、同1921年、ジョヴァンニ・タルジョーニ＝トッツェッティとの共同制作

- ジャコモ・プッチーニ
  - 『修道女アンジェリカ (Suor Angelica )』、同1918年
  - 『ジャンニ・スキッキ(Gianni Schicchi )』、同1918年

- ルッジェーロ・レオンカヴァッロ
  - 『エディップス王 (Edipo re )』、同1920年。未完作。

- エルマンノ・ヴォルフ＝フェラーリ
  - 『恋する花嫁たち (Gli amanti sposi )』、同1925年。他数人との共同による台本。ゴルドーニの原作による。
  - 『スライ (Sly, ovvero La leggenda del dormiente risvegliato )』、同1927年。ウィリアム・シェイクスピアの『じゃじゃ馬ならし (The Taming of the Shrew )』を原作とする。本来は1920年頃プッチーニに提供されたが、彼が作曲を放棄したためまず舞台劇化され、後にヴォルフ＝フェラーリによりオペラ化されたもの。

- ウンベルト・ジョルダーノ
  - 『王 (Il Re )』、同1929年